# Ghost on Ghost
Ghost on Ghost è il quinto album di Samuel Beam, conosciuto con lo pseudonimo di Iron & Wine. È stato pubblicato nel 2013 dall'etichetta discografica indipendente britannica 4AD.

## Tracce
1. Caught in the Briars – 3:12
2. The Desert Babbler – 3:27
3. Joy – 2:30
4. Low Light Buddy of Mine – 3:29
5. Grace for Saints and Ramblers – 3:36
6. Grass Widows – 2:53
7. Singers and the Endless Song – 3:38
8. Sundown (Back in the Briars) – 2:18
9. Winter Prayers – 3:11
10. New Mexico's No Breeze – 4:27
11. Lovers' Revolution – 5:40
12. Baby Center Stage – 5:39